# Fīrūzābād-e Bozorg
Fīrūzābād-e Bozorg (persiska: Fīrūzābād-e Tappeh, فیروزآباد بزرگ) är en ort i Iran.   Den ligger i provinsen Kermanshah, i den nordvästra delen av landet, 300 km väster om huvudstaden Teheran. Fīrūzābād-e Bozorg ligger 1 451 meter över havet och antalet invånare är 364.
Terrängen runt Fīrūzābād-e Bozorg är kuperad åt sydost, men åt nordväst är den platt. Runt Fīrūzābād-e Bozorg är det ganska tätbefolkat, med 124 invånare per kvadratkilometer. Närmaste större samhälle är Kangāvar, 7,7 km nordväst om Fīrūzābād-e Bozorg. Trakten runt Fīrūzābād-e Bozorg består i huvudsak av gräsmarker.